# Liga Mundial de Polo Aquático Feminino de 2017
A Liga Mundial de Polo Aquático Feminino de 2017 foi a 14º edição da Liga Mundial Feminina, organizado pela FINA. A Super Final foi em junho.